# Zaczarnie
Zaczarnie – wieś w Polsce, położona w województwie małopolskim, w powiecie tarnowskim, w południowej części gminy Lisia Góra. Jest jednym z 11 sołectw gminy Lisia Góra.
W latach 1975–1998 miejscowość położona była w województwie tarnowskim.

## Położenie

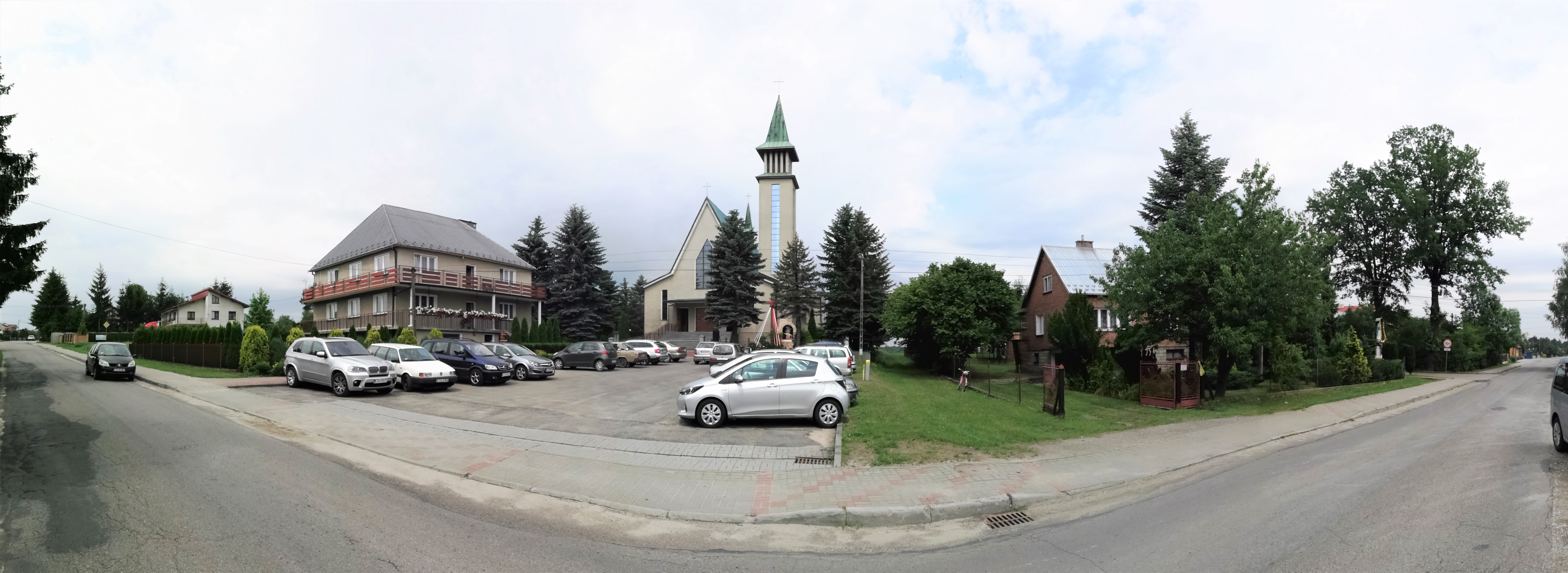
panorama na kościół od strony południowej, 29 czerwca 2018 r.

Zaczarnie leży na Płaskowyżu Tarnowskim. Południowo-zachodnia część miejscowości leży na wysokości około 250 m n.p.m. Teren obniża się w kierunku rzeki Czarnej tj. północno-wschodnim, by osiągnąć w Partułach Żukowskich około 220 m n.p.m. Najwyżej położonym miejscem w Zaczarniu jest rejon Okręglika, gdzie wysokość wynosi 256 m n.p.m.
Graniczy od strony północnej z Lisią Górą, północno-wschodniej Starymi Żukowicami, wschodniej z miejscowością Jodłówka-Wałki, południowej z Wolą Rzędzińską, a zachodniej z Brzozówką.

## Integralne części wsi
| SIMC    | Nazwa                  | Rodzaj    |
| ------- | ---------------------- | --------- |
| 0822854 | Okrąglik               | część wsi |
| 0822860 | Partuły pod Lisią Górą | część wsi |
| 0822877 | Partuły Żukowskie      | część wsi |
| 0822883 | Podgórze               | część wsi |
| 0822890 | Podlesie               | część wsi |
| 0822908 | Zagrody                | część wsi |

## Edukacja
Na terenie wsi znajduje się przedszkole, Szkoła Podstawowa im. Marii Konopnickiej oraz Gimnazjum im. Zesłańców Sybiru, w którego obwodzie znajdują się także miejscowości Brzozówka oraz Nowe Żukowice.

## Osoby związane z Zaczarniem
- Jan Kornaus (1890–1943) – pułkownik dyplomowany piechoty doktor Wojska Polskiego
- Janusz Kołodziej – mistrz Polski na żużlu
- Tomasz Łakoma – fotograf, dziennikarz polonijny, kawaler Krzyża Komandorskiego Orderu Świętego Stanisława
- Stanisław Prędota – językoznawca, niderlandysta i germanista na Uniwersytecie Wrocławskim
- Tomasz Weryński – dziennikarz radiowy radia RMF FM